# فيلدبرغ (بادن فورتمبيرغ)
فيلدبرغ بادن فورتمبيرغ (بالألمانية: Wildberg, Baden-Württemberg) هي مدينة وبلدة ألمانية تقع في كالف في ألمانيا.

## أعلام
- ديتر دنجلر